# Солоновка (Павловський район)
Солоно́вка (рос. Солоновка) — село у складі Павловського району Алтайського краю, Росія. Входить до складу Черемнівської сільської ради.

## Населення
Населення — 138 осіб (2010; 146 у 2002).
Національний склад (станом на 2002 рік):
- росіяни — 93 %